# Steven Womack
Pour les articles homonymes, voir Womack.
Steven Womack, né en 1952 à Nashville, dans le Tennessee, aux États-Unis, est un scénariste et un écrivain de roman policier américain.

## Biographie
Il fréquente la Western Reserve Academy (en), puis l'université Tulane. Il commence à écrire à l'âge de dix-huit ans, mais patiente une vingtaine d'années supplémentaires pour faire publier un premier roman, Murphy's Fault, en 1990. Ce roman met en scène l'expert en relation publique Jack Lynch, qui connaîtra deux aventures supplémentaires.
Womack publie en 1992 le roman Dead Folk's Blues ayant comme héros l'ancien journaliste devenu détective privé Harry James Denton. Ce récit, traduit en français sous le titre La Ballade des pendus dans la collection Série noire en 1997, obtient le prix Edgar-Allan-Poe 1997 du meilleur livre de poche original.
Avec Jack Cole et Bland Simpson (en), il participe à l'écriture du téléfilm Proudheart en 1993, le premier téléfilm commandé par la chaîne de télévision The Nashville Network (en). La chanteuse de musique country Lorrie Morgan y tient notamment un petit rôle.
Il signe un second scénario pour la télévision en 1998, celui du téléfilm Le Réveil du volcan, réalisé par Graeme Campbell. Il remporte un prix Shamus en 1999 avec la cinquième aventure consacrée à Harry James Denton.
En parallèle à sa carrière de romancier, il exerce comme professeur à la Watkins College of Art, Design & Film (en) à Nashville. 
Il publie en 2014 le roman Ressurection Bay inspiré de l'histoire du tueur en série américain Robert Hansen.

## Œuvres

### SérieJack Lynch
- Murphy's Fault (1990)
- Smash Cut (1991)
- The Software Bomb (1993)

### SérieHarry James Denton
- Dead Folks' Blues (1992) Publié en français sous le titre La Ballade des pendus, traduction de Franck Reichert, Paris, Gallimard, Série noire no 2468, 1997.
- Torch Town Boogie (1993)
- Way Past Dead (1995)
- Chain of Fools (1995)
- Murder Manual (1998)
- Dirty Money (2000)

### Autres romans
- By Blood Written (2005)
- Resurrection Bay (2014) (avec Wayne McDaniel)

## Filmographie

### Comme scénariste
- 1993 : Proudheart, téléfilm américain réalisé par Jack Cole, avec Lorrie Morgan.
- 1998 : Le Réveil du volcan (Volcano: Fire on the Mountain), téléfilm américain réalisé par Graeme Campbell, avec Dan Cortese (en), Cynthia Gibb, Brian Kerwin et Don Davis.

## Prix et distinctions notables
- Prix Edgar-Allan-Poe 1997 du meilleur livre de poche original pour Dead Folk's Blues.
- Prix Shamus 1999 du meilleur livre de poche pour Murder Manual.